# Тело уз тело
Тело уз тело је двадесет осми  музички албум српског певача Шабана Шаулића. Објављен је на на аудио касети и компакт диск формату 2005. године за издавачку кућу Гранд продукција. На албуму се налази осам песама.

## Песме
| Бр. | Назив песме                  | Трајање |
| --- | ---------------------------- | ------- |
| 1.  | Тело уз тело                 | 03:18   |
| 2.  | Мала                         | 03:58   |
| 3.  | Ако имам право               | 03:02   |
| 4.  | Све на своје                 | 04:15   |
| 5.  | Вирус                        | 03:31   |
| 6.  | Земљо моја                   | 03:52   |
| 7.  | Кофер сам спремио            | 03:45   |
| 8.  | Волим с' друштвом да попијем | 03:11   |